# 三星Galaxy Fold
Samsung Galaxy Fold是韓國三星電子於2019年2月20日美國舊金山發布的Android系統高階可摺疊式智慧型手機。
手機螢幕採用像書本一樣的內折式，共有兩塊螢幕——4.6寸（116.84mm）的外層AMOLED「封面螢幕」，以及內層7.3寸（185.42mm） AMOLED软性「主螢幕」。官方表示，主螢幕實際測試開合次數高達20萬次，如果平均每天攤開100次，估算下來約可以使用5年。此款手机原本预计于4月25日正式于美国发售，但由于在媒体和测评博客主试用期间出现种种问题，三星電子决定将产品上市时间延后。2019年9月6日，Galaxy Fold在韓國開售，未來數周在其他地區逐步上市。美國於9月27日上市，定价為1980美元，香港於11月22日上市，定價為15998港元，台灣於2020年1月4日上市，定價為台幣68888元。

## 外部連結
- 官方网站